# Bruno Lage
Bruno Miguel Silva do Nascimento (ur. 12 maja 1976 w Setúbal) – portugalski piłkarz występujący na pozycji napastnika oraz trener. Wychowanek Independente, w trakcie swojej kariery grał także w takich zespołach jak UCRD Praiense oraz Quintajense. Jako szkoleniowiec prowadził natomiast Benfikę.